# Shystie
Chanelle Scott Calica, znana jako Shystie (ur. 25 grudnia 1982) – brytyjska raperka, autorka tekstów piosenek oraz aktorka. 
Jej matka urodziła się i wychowała na Barbadosie, zaś ojciec - w Grenadzie. Shystie natomiast dorastała w Hackney, we Wschodnim Londynie. Zaczęła zdobywać sławę dzięki swojej odpowiedzi na utwór "I Luv U" Dizzeego Rascala oraz podczas trasy koncertowej z Basement Jaxx i The Streets, co doprowadziło do zawarcia kontraktu z poważną wytwórnią płytową Polydor.
W 2004 roku nagrała debiutancki krążek, który nosi tytuł Diamond in the Dirt. Osiągnął on w Wielkiej Brytanii sprzedaż 55000. Pierwszym singlem z płyty stała się piosenka One Wish, plasując się na 40. miejscu UK Singles Chart. Utwór ten opowiada o smutnych wydarzeniach z dzieciństwa niektórych osób, które dorastały na blokowiskach.
Shystie gra również pierwszoplanową postać o imieniu Dionne w serialu telewizyjnym Dubplate Drama. Bohaterka ta jest MC, która pragnie wypromować swoją muzykę na świat, jednak napotyka na swojej drodze zarówno mnóstwo trudności, nieprzychylnie nastawionych osób, jak i ludzi pomagających jej w zdobywaniu kariery. Na pomysł nakręcenia takiego serialu wpadł Road Mullet, natomiast scenariusz napisał Luke Hyams. Od listopada 2007 roku jest kręcony drugi sezon, udostępniony przez stacje telewizyjne takie, jak Channel 4, E4, MTV czy MTV Base.